# Conrad Meyer (Maler)

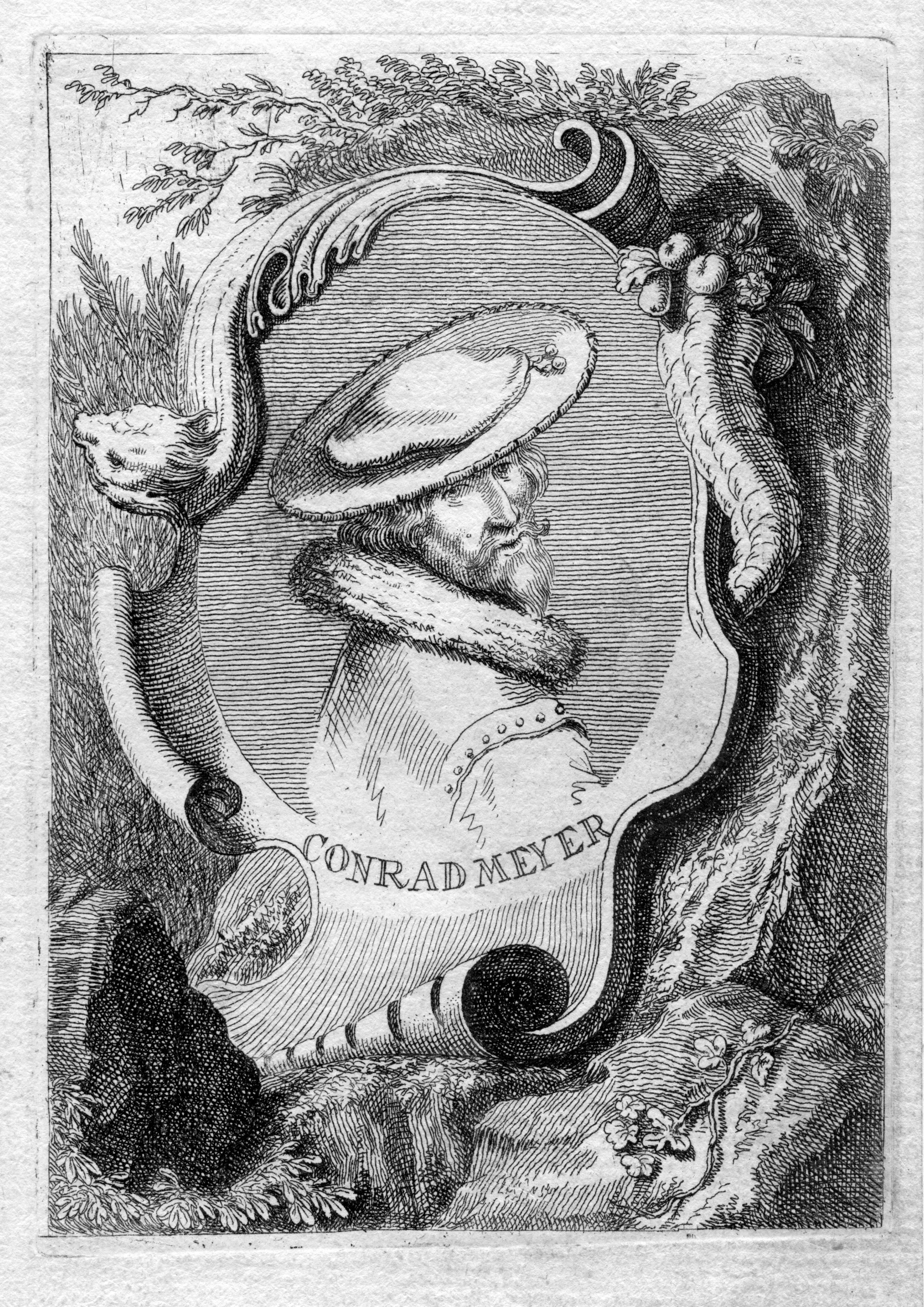
Conrad Meyer

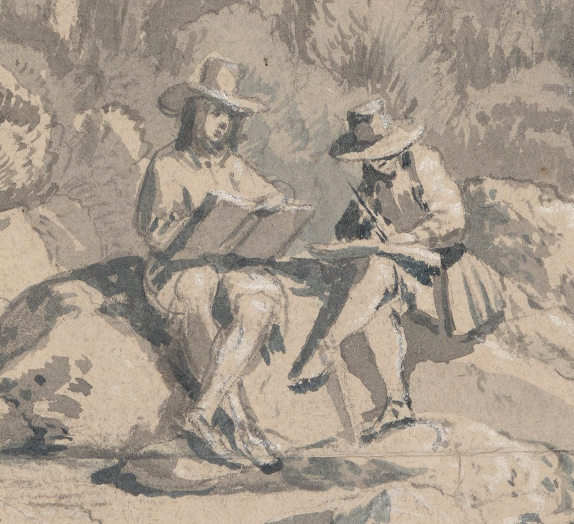
Hans Rudolf Werdmüller und Jan Hackaert (von links)

Conrad Meyer (* 3. Oktober 1618 in Zürich; † 15. Januar 1689 ebenda) war ein Schweizer Maler und Radierer.

## Leben
Conrad Meyer war der Sohn des Zürcher Kupferstechers Dietrich Meyer (1572–1658). Von seinem Vater ausgebildet, wurde er bekannt für seine druckgraphischen Werke, besonders für Radierung.
Seine Ausbildung vervollständigte er 1638 bei Joseph Plepp in Bern. Ende 1642 kam er über Augsburg und München von seiner Wanderschaft zurück, die ihn unter anderem zu Matthäus Merian (1593–1650) in Frankfurt am Main geführt hatte. In Zürich arbeitete er in der Familientradition der Druckgraphik von Vater und Bruder Rudolf Meyer (1605–1638) weiter. Für Neujahr 1645 konzipierte er einen Einblatt-Druck zum Thema «Tischzucht», der die Jugend zu guten Sitten am Esstisch anleiten sollte. Der lokal bekannte Barockdichter Johann Wilhelm Simler (1605–1672) verfertigte die der Radierung Meyers beigedruckten Verse. Mit diesem Neujahrsblatt der damaligen Burgerbibliothek Zürich (heute Zentralbibliothek Zürich) begründete er die Tradition der Zürcher Neujahrsblätter, die seither jährlich am lokalen Feiertag (Berchtoldstag, 2. Januar) veröffentlicht werden. 1649 heiratete er Susanna Murer (1614–1679), Enkelin des Glasmalers und Dichters Christoph Murer in Zürich.
Er war ein geschätzter Porträtist der Zürcher Gesellschaft. Als Zeichner und Aquarellist arbeitete er oft unterwegs im Freien und verfertigte viele Naturstudien an Ort und Stelle, so verschiedene Ansichten der Stadt Zürich und ihrer Umgebung. Sein Gemälde des Rheinfalls von 1647 (Öl auf Leinwand, 56 × 88,5 cm; Schweiz. Landesmuseum Inv. Nr. 57085), wird bezeichnet als „das erste topographisch genaue Rheinfallgemälde überhaupt“. Mit dem holländischen Maler Jan Hackaert bereiste er zwischen 1653 und 1657 vier Mal die Schweiz. Die Reise Hackaerts und Meyers von 1655 wird auch bezeichnet als «die erste Expedition zum Zwecke künstlerischer Aneignung des Hochgebirges in der europäischen Kunst». Auch sein Sohn Johannes Meyer der Jüngere (Zürich 1655–1712 Zürich) wurde als Künstler bekannt.

## In Buchform publizierte Radierungen
Er produzierte fast 1000 Radierungen, darunter:
- Spiegel der Christen. 17 Radierungen, mit Versen von Georg Müller (1610–1672), Pfarrer in Thalwil. Kupferstich-Ausgabe. Zürich 1652.
- Nutzliche Zeitbetrachtung. 12 Radierungen zu den 10 Lebensaltern, mit Versen von Georg Müller (1610–1672), Pfarrer in Thalwil. Kupferstich-Ausgabe. Zürich 1675.

Faksimile: Conrad Meyer: Spiegel der Christen, nutzliche Zeitbetrachtung. Faksimile-Ausgabe der Kupferstich-Ausgaben Zürich 1652 und 1675, mit Vorwort von Bruno Weber. Genossenschaftsdruckerei, Zürich 1981.

## Bildergalerie

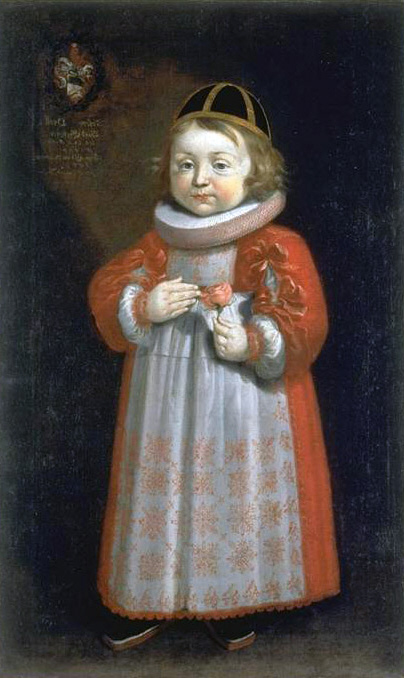
Joseph von Orelli
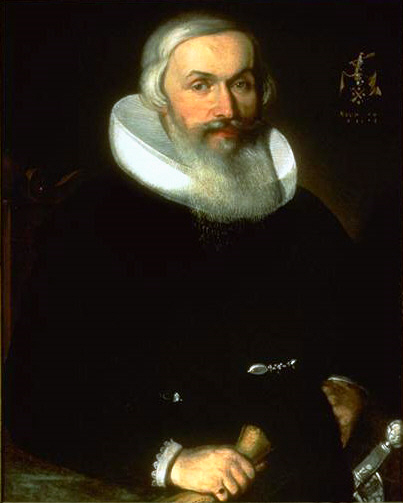
Johann Heinrich Waser
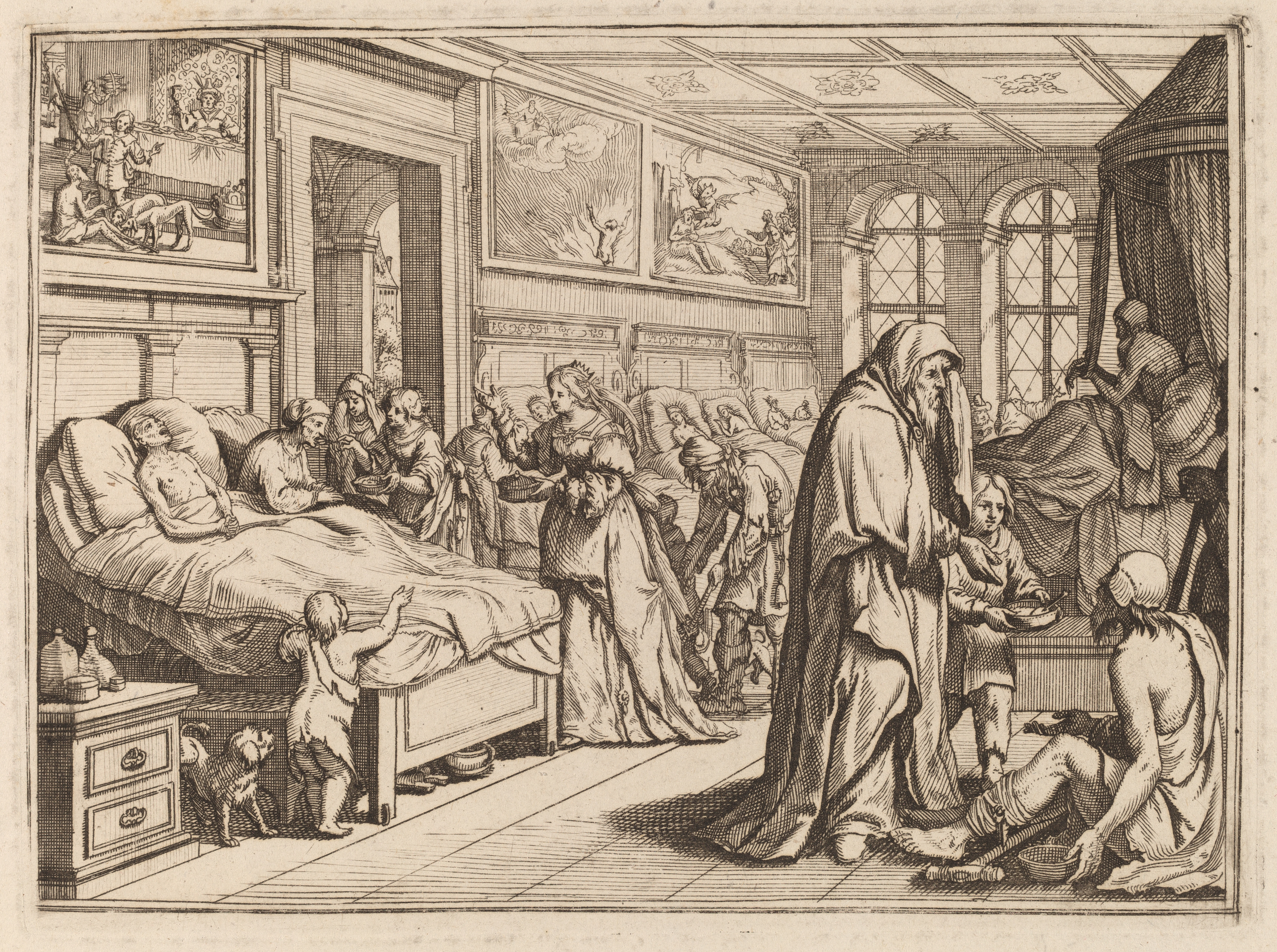
Pflege der Kranken, Matthäus 25, 36
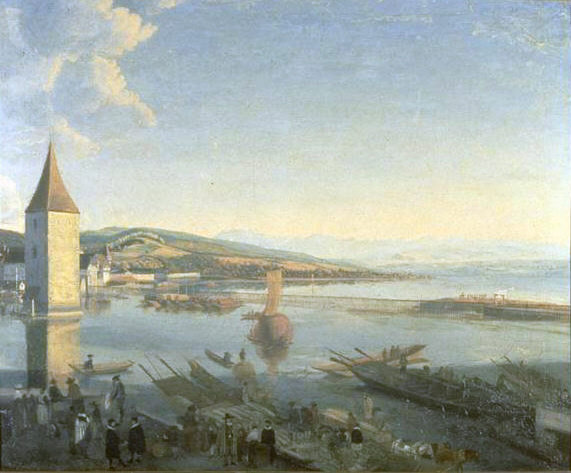
Zürich im Sommer, ca. 1661
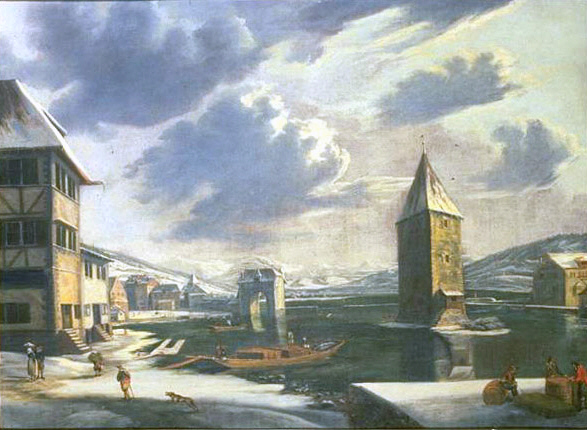
Zürich im Winter, ca. 1661
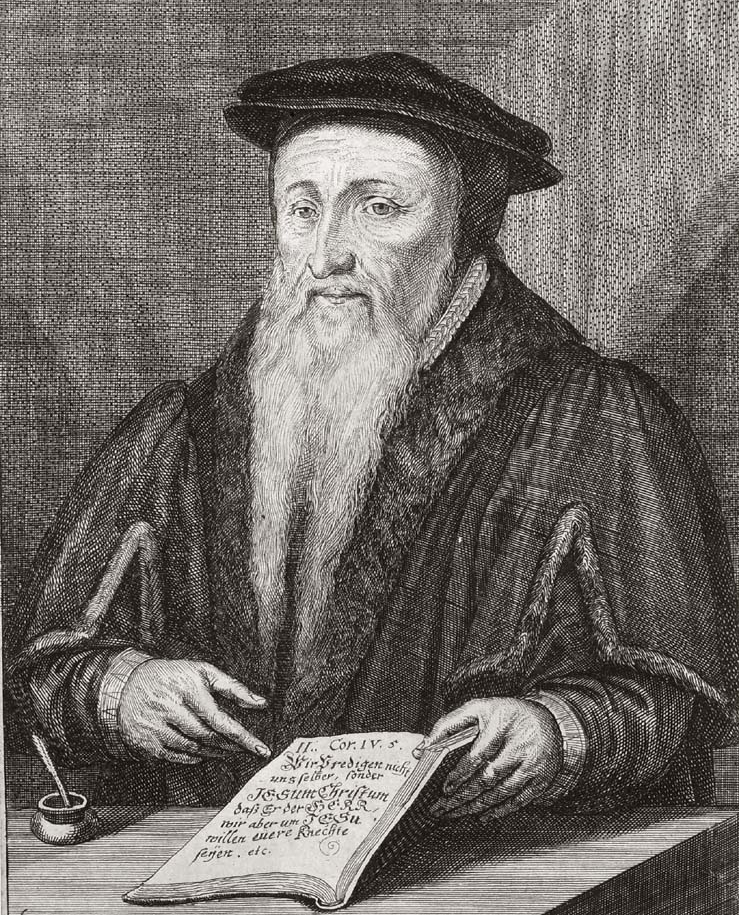
Théodore de Bèze